# Nalini Nadkarni
Nalini Nadkarni es una ecóloga estadounidense, profesora de Biología y directora del Centro de Educación y Matemáticas de la Universidad de Utah. Es pionera en el estudio del dosel arbóreo de la selva tropical de Costa Rica.

## Carrera
Nadkarni se interesó por primera vez en la ecología de la selva tropical, debido a la gran variedad proporcionada por la vida vegetal. Su objetivo es descubrir cómo se mantiene la vida vegetal y en su investigación en las copas de los árboles, pudo demostrar que las epífitas son plantas no parásitas, como las orquídeas y los helechos que viven en las ramas y troncos de otras plantas, estos atrapan la materia orgánica debajo del sistema radicular. Esta materia orgánica forma un tejido rico en nutrientes y los árboles en la selva tropical desarrollan raíces aéreas de sus troncos y ramas para absorber estos nutrientes. Las raíces aéreas que crecen en la estera ayudan a los árboles de la selva al proporcionar alimentos que no pueden obtener de un suelo pobre en nutrientes.
En octubre de 2021, Nalini recibió el premio NAT. Este premio está promovido por el Museo de las Ciencias Naturales de Barcelona. El objetivo que tiene el museo es entregar este premio para poder hacer una distinción honorífica premiando a personas o instituciones que aporten una nueva manera de observar la propagación de las ciencias naturales.
Nalini mantiene el interés a la divulgación pública y esto se ha destacado en la página web de la National Science Foundation. Es autora de Between Earth and Sky: Our Intimate Connections to Trees y ha impartido TED Talks sobre la Conservación del dosel y Ciencias de la vida en prisión. También escribió un texto (prólogo y citas) para un libro para jóvenes exploradores titulado, Kingfisher Voyages: Rain Forest, publicado en 2006. Su trabajo va desde el desarrollo de técnicas de cultivo de musgo con presos, ⁣ hasta traer artistas, como músicos y el biólogo Duke G. Brady, en el dosel del bosque para escribir y actuar.
Nalini ha obtenido unos cuantos honores científicos que incluyen el Premio de Participación Pública de la Asociación Estadounidense para el Avance de la Ciencia, el Premio al Servicio Público de la Fundación Nacional de Ciencias, la Medalla de Conservación de Archivos y el Premio William Julius Wilson por Logros en Justicia Social. Ha sido invitada y ha dado conferencias públicas y discursos de apertura en todo el mundo.

## Vida personal
Nadkarni estudió una licenciatura en la Universidad de Brown, con especialización en biología y danza moderna. Después de graduarse, trabajó como bióloga de campo en Papúa Nueva Guinea y luego se mudó a París para practicar con una compañía de danza. Tras haber seguido dos carreras, decidió enfocarse en Biología e ingresó a la Universidad de Washington, donde recibió un doctorado. Fue miembro de la facultad en The Evergreen State College durante 20 años y en 2011, se unió a la Universidad de Utah como profesora de biología y directora del Centro de Educación Científica y Matemática. Actualmente, es profesora en el Departamento de Biología de la Universidad de Utah. 
Ha publicado más de 140 artículos científicos en 42 revistas revisadas por pares, incluidas Science, Nature, Ecology, Oecologia, Ecopsychology y Frontiers in Ecology and the Environment.
Está casada con el mirmecólogo Jack Longino, quien también es profesor en la Universidad de Utah. Tienen dos hijos, August y Rikki.

## Trabajo comunitario
Nadkarni está profundamente comprometida con el compromiso público con la ciencia. En 1994 cofundó la International Canopy Network, una organización que fomenta la comunicación entre investigadores, educadores y conservacionistas interesados en su área.
"Parte de la empresa científica consiste en difundir los resultados de la investigación a otros científicos, así como a personas ajenas al mundo académico. Sin embargo, los científicos suelen recibir poca formación o recompensa por presentar sus resultados a los no científicos. Cuando lo hacen, la mayoría de los científicos tienden a difundir su información a los no científicos "concienciados con el medio ambiente" a través de los medios de comunicación o de las instituciones tradicionales de educación científica informal, como los museos y los jardines botánicos, que son visitados con menos frecuencia por el público no tradicional. En 2001, recibió una beca Guggenheim para estudiar los obstáculos a los que se enfrentan los científicos a la hora de divulgar sus investigaciones entre el público no científico. Su enfoque consiste en vincular directamente mis mensajes de investigación y conservación sobre las copas de los árboles con actividades y objetos valorados por el público no tradicional. Ha diseñado y ejecutado proyectos para sensibilizar e inspirar a estos públicos para que aprendan y se preocupen más por la ciencia, los árboles y la naturaleza en general." -Nalini Nadkarni
Ha impartido dos charlas TED (Conserving the Canopy y Life Science in Prison) y más de 25 conferencias en todo el mundo.
Su trabajo ha aparecido muchos canales, entre ellos, National History, y ha aparecido en muchos documentales de televisión, como Bill Nye the Science Guy, Good Morning America y National Geographic.
Nadkarni fue de las primeras en intentar educar científicamente y llevar proyectos a las cárceles. En 2003, cocreó el Programa de Sostenibilidad en Prisión en el Estado de Washington, y en 2011, fundó la Iniciativa para llevar los Programas de Ciencia a los Encarcelados (INSPIRE). Estos programas aportan múltiples beneficios para los reclusos, los científicos, las instituciones penitenciarias y la comunidad.

## Libros
Nadkarni ha escrito y publicado dos libros académicos (Forest Canopies, Academic Press; y Monteverde: Ecology and Conservation of a Tropical Cloud Forest, Oxford University Press). Ha escrito un libro  sobre la relación entre los árboles y las personas: Entre la Tierra y el Cielo publicado en 2002. Entre la Tierra y el Cielo detalla su investigación y hallazgos sobre los árboles. Su segundo libro fue Voyages: Rain Forest, que fue un libro ilustrado para niños que escribió con Jinny Johnson en 2006.

## Honores y premios
Nadkarni ha ganado muchos honores y premios.
- Beca John Simon Guggenheim, 2001
- Beca de Liderazgo Aldo Leopold, 2004
- Premio al Profesor Visitante Distinguido de la Universidad de Miami
- Premio J. Sterling Morton de la National Arbor Day Foundation
- Premio Grace Hopper a la Trayectoria
- Premio al Servicio Público de la Junta Nacional de Ciencias, 2010
- Premio AAAS Public Engagement With Science, 2011
- Premio Monito del Giardino de Acción Ambiental, 2012
- Doctorado Honorario en Ciencias de la Universidad de Brown, 2014
- Los mejores inventos de la revista Time de 2014: Blue Room, la sala de la prisión que ayuda a los reclusos a relajarse
- Universidad Estatal de Washington, Premio William Julius Wilson para el Avance de la Justicia Social, 2015
- Wings Worldquest, Premios Women of Discovery 2018
- Premio Nat, 2021